# Hellyethira malleoforma
Hellyethira malleoforma är en nattsländeart som beskrevs av Wells 1979. Hellyethira malleoforma ingår i släktet Hellyethira och familjen smånattsländor. Inga underarter finns listade i Catalogue of Life.